# Riegelsberg (Saara)
Riegelsberg – miejscowość i gmina w zachodnich Niemczech, w kraju związkowym Saara, w związku regionalnym Saarbrücken.